# Division 1 1996-97
La Division 1 1996-97 fue la 57.ª temporada del fútbol francés profesional. AS Monaco resultó campeón con 79 puntos, obteniendo su sexto título. Cuatro equipos son relegados a la Segunda división y solo dos promovidos porque en la temporada 1997/98, solo 18 equipos participarían del torneo.

## Equipos participantes
| Equipo                 | Ciudad      | Estadio                 |
| ---------------------- | ----------- | ----------------------- |
| AJ Auxerre             | Auxerre     | L'Abbé-Deschamps        |
| SC Bastia              | Bastia      | Armand Cesari           |
| FCG Bordeaux           | Burdeos     | Parc Lescure            |
| SM Caen                | Caen        | Michel d'Ornano         |
| AS Cannes              | Cannes      | Pierre de Coubertin     |
| EA Guingamp            | Guingamp    | Stade du Roudourou      |
| Le Havre AC            | El Havre    | Jules Deschaseaux       |
| RC Lens                | Lens        | Félix Bollaert          |
| Lille OSC              | Lille       | Grimonprez Jooris       |
| Olympique de Lyon      | Lyon        | Gerland                 |
| Olympique de Marseille | Marsella    | Vélodrome               |
| FC Metz                | Metz        | Saint-Symphorien        |
| AS Monaco FC           | Mónaco      | Luis II                 |
| Montpellier HSC        | Montpellier | La Mosson               |
| AS Nancy               | Nancy       | Marcel Picot            |
| FC Nantes              | Nantes      | La Beaujoire            |
| OGC Nice               | Niza        | Stade du Ray            |
| Paris Saint-Germain    | París       | Parque de los Príncipes |
| Stade Rennes           | Rennes      | Route de Lorient        |
| RC Strasbourg          | Estrasburgo | La Meinau               |

## Tabla de posiciones
| Pos. | Equipo              | Pts. | PJ | G  | E  | P  | GF | GC | Dif. | Clasificación                                                     |
| ---- | ------------------- | ---- | -- | -- | -- | -- | -- | -- | ---- | ----------------------------------------------------------------- |
| 1    | Monaco (C)          | 79   | 38 | 23 | 10 | 5  | 69 | 30 | +39  | Clasificado a la Liga de Campeones de la UEFA                     |
| 2    | Paris Saint-Germain | 67   | 38 | 18 | 13 | 7  | 57 | 31 | +26  | Clasificado a la segunda ronda de la Liga de Campeones de la UEFA |
| 3    | Nantes              | 64   | 38 | 16 | 16 | 6  | 61 | 32 | +29  | Clasificado a la Copa de la UEFA                                  |
| 4    | Bordeaux            | 53   | 28 | 16 | 5  | 7  | 59 | 42 | +17  | Clasificado a la Copa de la UEFA                                  |
| 5    | Metz                | 62   | 38 | 17 | 11 | 10 | 40 | 30 | +10  | Clasificado a la Copa de la UEFA                                  |
| 6    | Auxerre             | 61   | 38 | 17 | 10 | 11 | 49 | 32 | +17  | Clasificado a la Copa Intertoto de la UEFA                        |
| 7    | Bastia              | 61   | 38 | 17 | 10 | 11 | 54 | 47 | +7   | Clasificado a la Copa Intertoto de la UEFA                        |
| 8    | Lyon                | 60   | 38 | 16 | 12 | 10 | 59 | 50 | +9   | Clasificado a la Copa Intertoto de la UEFA                        |
| 9    | Strasbourg          | 60   | 38 | 19 | 3  | 16 | 52 | 49 | +3   | Clasificado a la Copa de la UEFA                                  |
| 10   | Montpellier         | 51   | 38 | 12 | 15 | 11 | 40 | 40 | 0    | Clasificado a la Copa Intertoto de la UEFA                        |
| 11   | Marseille           | 49   | 38 | 12 | 13 | 13 | 43 | 48 | −5   |                                                                   |
| 12   | Guingamp            | 46   | 38 | 11 | 13 | 14 | 32 | 36 | −4   |                                                                   |
| 13   | Lens                | 45   | 38 | 12 | 9  | 17 | 40 | 52 | −12  |                                                                   |
| 14   | Le Havre            | 43   | 38 | 10 | 13 | 15 | 34 | 43 | −9   |                                                                   |
| 15   | Cannes              | 41   | 38 | 9  | 14 | 15 | 25 | 41 | −16  |                                                                   |
| 16   | Rennes              | 40   | 38 | 10 | 10 | 18 | 40 | 58 | −18  |                                                                   |
| 17   | Caen (D)            | 37   | 38 | 7  | 16 | 15 | 35 | 46 | −11  | Descenso a Division 2                                             |
| 18   | Nancy (D)           | 37   | 38 | 9  | 10 | 19 | 33 | 51 | −18  | Descenso a Division 2                                             |
| 19   | Lille (D)           | 35   | 38 | 8  | 11 | 19 | 32 | 58 | −26  | Descenso a Division 2                                             |
| 20   | Nice (D)            | 23   | 38 | 5  | 8  | 25 | 30 | 68 | −38  | Descenso a Division 2 y clasificado a la Recopa de Europa         |

 Fuente: BDFútbol
Notas:
1. ↑  Strasbourg clasificó a la Copa de la UEFA como campeón de la Copa de la Liga 1996-97
2. ↑  Nice clasificó a la Recopa de Europa como ganador de la Copa de Francia, el perder la categoría no afectó la participación del club en el torneo europeo.

## Resultados
| Local \ Visitante   | AUX | BAS | BOR | CAE | CAN | GUI | HAV | LEN | LIL | LYO | MAR | MET | MOC | MOT | NAC | NAT | NIC | PSG | REN | STR |
| ------------------- | --- | --- | --- | --- | --- | --- | --- | --- | --- | --- | --- | --- | --- | --- | --- | --- | --- | --- | --- | --- |
| Auxerre             | —   | 1–2 | 2–1 | 2–0 | 3–1 | 1–0 | 2–0 | 1–0 | 2–0 | 7–0 | 0–0 | 2–3 | 2–0 | 0–2 | 1–0 | 2–2 | 3–1 | 2–1 | 4–1 | 0–1 |
| Bastia              | 2–1 | —   | 3–1 | 4–2 | 1–0 | 1–0 | 1–2 | 0–1 | 0–0 | 3–1 | 2–0 | 2–1 | 0–0 | 2–2 | 2–0 | 0–0 | 1–0 | 1–1 | 2–0 | 3–1 |
| Bordeaux            | 0–0 | 3–1 | —   | 3–1 | 1–0 | 0–0 | 1–0 | 2–1 | 3–0 | 2–2 | 4–0 | 1–0 | 2–1 | 3–1 | 0–1 | 0–0 | 4–1 | 5–3 | 2–0 | 1–2 |
| Caen                | 2–3 | 2–2 | 0–0 | —   | 3–0 | 0–1 | 4–0 | 0–2 | 1–0 | 1–1 | 1–0 | 0–0 | 0–1 | 0–1 | 1–1 | 0–0 | 1–2 | 1–3 | 0–0 | 3–0 |
| Cannes              | 1–1 | 1–1 | 1–1 | 2–0 | —   | 1–0 | 2–0 | 0–0 | 0–1 | 0–1 | 0–0 | 0–0 | 0–2 | 1–0 | 0–1 | 1–1 | 1–1 | 0–1 | 1–0 | 2–2 |
| Guingamp            | 0–0 | 2–1 | 2–2 | 1–1 | 0–1 | —   | 2–2 | 1–0 | 1–0 | 1–0 | 3–1 | 0–1 | 2–1 | 0–0 | 0–1 | 0–0 | 0–1 | 2–2 | 1–0 | 2–1 |
| Le Havre            | 0–2 | 0–1 | 1–2 | 1–1 | 0–0 | 0–1 | —   | 0–0 | 0–0 | 4–1 | 1–1 | 0–0 | 1–2 | 0–0 | 1–3 | 3–1 | 1–0 | 1–0 | 1–1 | 2–0 |
| Lens                | 2–1 | 1–1 | 3–4 | 0–0 | 0–0 | 2–1 | 0–1 | —   | 1–0 | 0–1 | 2–0 | 2–2 | 1–3 | 3–2 | 3–1 | 0–4 | 3–2 | 1–2 | 2–0 | 1–2 |
| Lille               | 0–1 | 1–2 | 0–0 | 1–0 | 1–2 | 1–1 | 2–2 | 2–1 | —   | 1–1 | 1–1 | 1–0 | 1–4 | 0–4 | 2–0 | 3–3 | 3–2 | 0–1 | 3–1 | 2–4 |
| Lyon                | 2–0 | 4–2 | 2–2 | 3–0 | 3–1 | 2–1 | 2–1 | 0–0 | 0–0 | —   | 8–0 | 0–0 | 3–3 | 1–1 | 2–0 | 0–1 | 3–1 | 1–1 | 2–0 | 2–0 |
| Marseille           | 3–0 | 1–0 | 0–0 | 0–1 | 3–1 | 2–1 | 0–0 | 2–1 | 5–1 | 3–1 | —   | 1–2 | 3–1 | 2–2 | 4–1 | 0–1 | 1–0 | 1–0 | 3–1 | 0–1 |
| Metz                | 1–0 | 1–0 | 1–1 | 2–2 | 0–0 | 2–0 | 1–2 | 2–0 | 1–0 | 0–1 | 1–1 | —   | 2–0 | 1–1 | 1–0 | 0–1 | 1–0 | 0–1 | 2–0 | 3–1 |
| Monaco              | 0–0 | 3–1 | 3–1 | 2–2 | 1–0 | 0–0 | 3–0 | 5–1 | 2–0 | 0–0 | 1–1 | 1–1 | —   | 1–1 | 2–0 | 2–1 | 4–1 | 2–0 | 3–1 | 2–0 |
| Montpellier         | 0–0 | 3–1 | 2–0 | 0–0 | 0–1 | 1–0 | 2–1 | 1–0 | 0–1 | 2–1 | 2–0 | 1–0 | 0–1 | —   | 1–1 | 2–2 | 2–1 | 0–3 | 0–0 | 1–4 |
| Nancy               | 0–0 | 2–2 | 1–1 | 1–2 | 1–2 | 2–0 | 0–1 | 1–1 | 2–2 | 2–3 | 0–0 | 2–3 | 1–3 | 0–0 | —   | 1–3 | 1–0 | 0–0 | 1–0 | 2–0 |
| Nantes              | 0–0 | 3–0 | 3–1 | 1–1 | 5–1 | 1–1 | 1–1 | 0–1 | 1–0 | 2–2 | 1–1 | 0–1 | 1–3 | 3–0 | 2–0 | —   | 7–0 | 0–0 | 3–3 | 3–0 |
| Nice                | 0–1 | 1–1 | 0–1 | 1–1 | 0–0 | 1–2 | 0–3 | 1–2 | 1–1 | 0–1 | 0–0 | 3–0 | 0–2 | 1–1 | 1–0 | 1–2 | —   | 0–1 | 3–1 | 1–1 |
| Paris Saint-Germain | 1–1 | 3–0 | 2–2 | 2–0 | 1–1 | 1–1 | 2–0 | 4–0 | 3–1 | 3–1 | 0–0 | 2–0 | 0–0 | 1–1 | 1–2 | 1–0 | 5–0 | —   | 1–1 | 2–1 |
| Rennes              | 1–0 | 1–3 | 1–1 | 1–1 | 3–0 | 1–1 | 1–1 | 2–2 | 2–0 | 2–1 | 4–2 | 1–3 | 0–3 | 2–0 | 1–0 | 0–1 | 3–1 | 2–1 | —   | 2–0 |
| Strasbourg          | 2–1 | 1–3 | 1–1 | 2–0 | 2–0 | 2–1 | 1–0 | 1–0 | 3–0 | 3–0 | 2–1 | 0–1 | 0–2 | 2–1 | 3–1 | 0–1 | 3–1 | 0–1 | 3–0 | —   |

Promovidos de la Division 2, que jugarán en la Division 1 1997/98
- - LB Châteauroux : campeón de la Division 2
  - Toulouse FC : segundo lugar

## Goleadores
| #  | Jugador            | Nacionalidad                    | Club                | Goles |
| -- | ------------------ | ------------------------------- | ------------------- | ----- |
| 1  | Stéphane Guivarc'h | Francia                         | Stade Rennais       | 22    |
| 2  | Japhet N'Doram     | Chad                            | FC Nantes           | 21    |
| 3  | Alain Caveglia     | Francia                         | Olympique Lyonnais  | 19    |
| 3  | Sonny Anderson     | Brasil                          | AS Monaco           | 19    |
| 3  | David Zitelli      | Francia                         | RC Strasbourg       | 19    |
| 6  | Anto Drobnjak      | República Federal de Yugoslavia | SC Bastia           | 18    |
| 7  | Jean-Pierre Papin  | Francia                         | Bordeaux            | 16    |
| 7  | Ludovic Giuly      | Francia                         | Olympique Lyonnais  | 16    |
| 9  | Xavier Gravelaine  | Francia                         | Olympique Marseille | 15    |
| 9  | Patrice Loko       | Francia                         | Paris SG            | 15    |
| 11 | Pascal Nouma       | Francia                         | RC Strasbourg       | 14    |
| 12 | Miladin Bečanović  | República Federal de Yugoslavia | Lille OSC           | 13    |
| 12 | Victor Ikpeba Nosa | Nigeria                         | AS Monaco           | 13    |
| 12 | Ibrahima Bakayoko  | Costa de Marfil                 | Montpellier HSC     | 13    |
| 15 | Robert Pirès       | Francia                         | FC Metz             | 11    |
| 15 | Jocelyn Gourvennec | Francia                         | FC Nantes           | 11    |
| 17 | Lilian Laslandes   | Francia                         | AJ Auxerre          | 10    |
| 17 | Christopher Wreh   | Liberia                         | EA Guingamp         | 10    |
| 17 | James Debbah       | Liberia                         | OGC Nice            | 10    |
| 20 | Frédéric Née       | Francia                         | SM Caen             | 9     |
| 20 | Marc Libbra        | Francia                         | Olympique Marseille | 9     |
| 20 | Thierry Henry      | Francia                         | AS Monaco           | 9     |
| 20 | Sylvain Legwinski  | Francia                         | AS Monaco           | 9     |
| 20 | Raí                | Brasil                          | Paris SG            | 9     |

## Promedio de espectadores
| Equipo              | Promedio |
| ------------------- | -------- |
| Paris Saint-Germain | 35,582   |
| Monaco              | 27,959   |
| Lens                | 22,977   |
| Nantes              | 22,372   |
| Lyon                | 21,624   |
| Bordeaux            | 20,242   |
| Marseille           | 17,862   |
| Strasbourg          | 17,341   |
| Metz                | 14,701   |
| Rennes              | 13,177   |
| Auxerre             | 10,603   |
| Le Havre            | 10,586   |
| Montpellier         | 10,125   |
| Guingamp            | 9,322    |
| Bastia              | 5,415    |
| Cannes              | 4,697    |